# Idaea transmutata
Idaea transmutata är en fjärilsart som beskrevs av Otto Staudinger 1866. Idaea transmutata ingår i släktet Idaea och familjen mätare. Inga underarter finns listade i Catalogue of Life.